# Kjell Högfelt
Kjell Osvald Högfelt, född 11 juli 1929 i Göteborgs Masthuggs församling, Göteborg, död 22 maj 2002 i Oscars församling, Stockholm
, var en svensk industriman.
Högfelt avlade ingenjörsexamen i Göteborg 1949 och diplomerades från Handelshögskolan i Stockholm 1956. Han var försäljningsingenjör på Telefon AB L.M. Ericsson 1950–1953 samt utredningsman och kontorschef på Stal-Laval Turbin AB 1957–1961. Han anställdes därefter på Asea AB:s huvudkontor, där han var redovisningsdirektör 1961–1970. ekonomidirektör 1970–1974 och vice verkställande direktör för ekonomi och personal 1974–1976, och därefter vid koncernkontoret i Stockholm, där han vice verkställande direktör för ekonomi och finans 1976–1978. Han var verkställande direktör för AB Skandinaviska Elverk 1978–1988 och verkställande direktör på Asea AB 1988–1996.